# Ivan Ribar

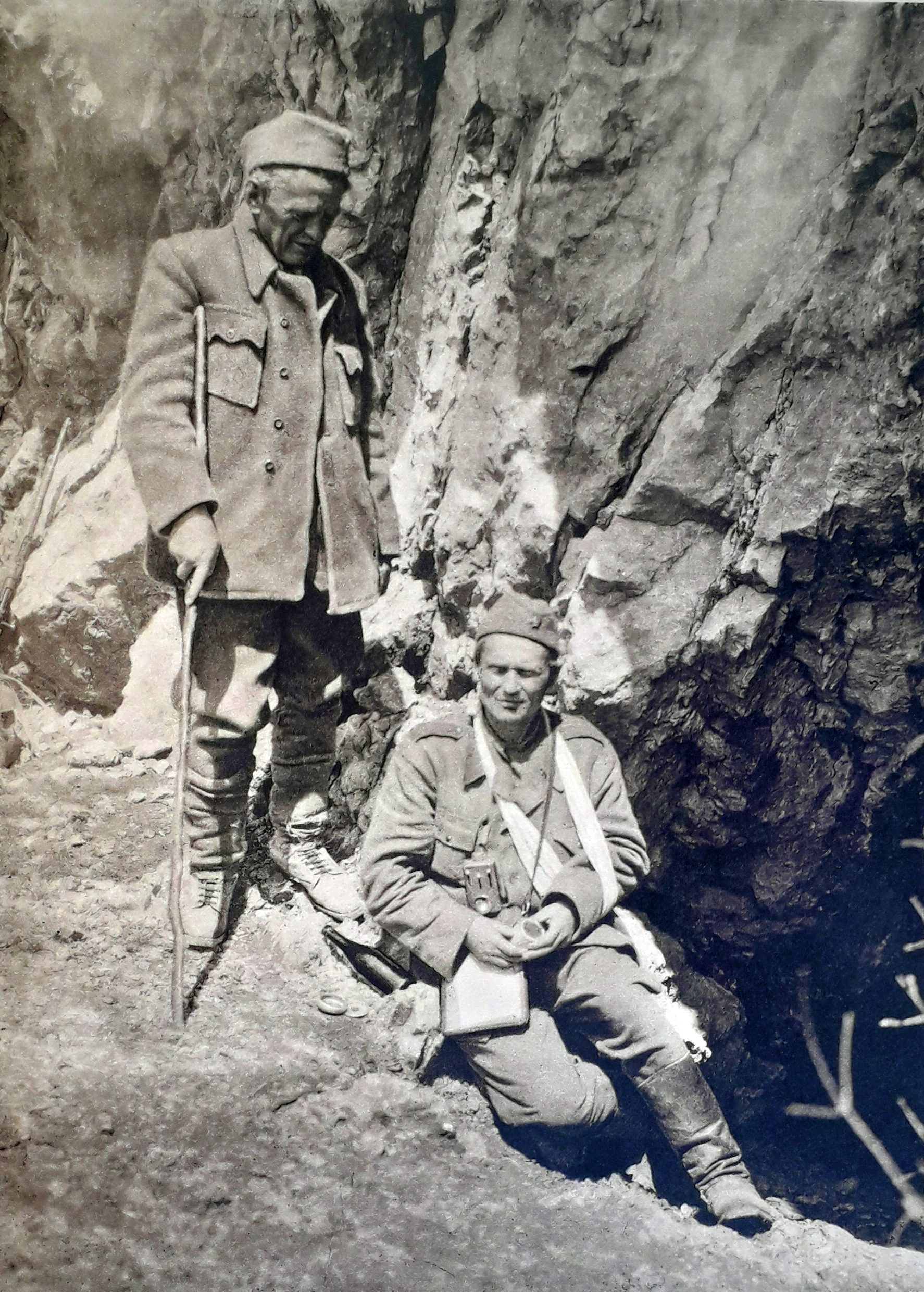
Ivan Ribar (vlevo) s Josipem Brozem Titem (vpravo) v legendární bitvě na Sutjesce

Ivan Ribar (21. ledna 1881, Karlovac, Rakousko-Uhersko – 2. února 1968, Záhřeb, SFRJ) byl jugoslávský politik chorvatské národnosti, spolubojovník Josipa Broze Tita v partyzánské válce za osvobození Jugoslávie od fašismu.
Ivan Ribar studoval nejprve stenografii, později práva na Univerzitě v Záhřebu. Odsud přešel na studia dále do Vídně a do Prahy, kde navštěvoval přednášky T. G. Masaryka. Po návratu do Chorvatska se aktivně angažoval v boji proti maďaronům a Frankovcům. Byl velkým podporovatelem jednoty Srbů a Chorvatů.
Během první světové války byl mobilizován do Rakousko-uherského vojska a bojoval v Haliči.
Ivan Ribar byl politicky aktivní ještě v dobách existence meziválečné Jugoslávie. Byl poslancem Ústavodárného shromáždění Království Srbů, Chorvatů a Slovinců, aktivně vystupoval v jugoslávské Demokratické straně, kde patřil k jejímu levému křídlu. Byl poslancem národní skupštiny až do začátku války. V roce 1938 byl z Demokratické strany vyloučen; jako přitěžující okolnost považoval soud na ochranu státu skutečnost, že oba jeho synové byli komunisté. V roce 1939 se stal předsedou Společnosti přátel SSSR.
Po vypuknutí druhé světové války se zapojil do boje proti okupantům na straně komunistických partyzánů. V roce 1941 mu jeho syn Ivo Ribar, který byl sekretářem SKOJe zprostředkoval setkání s Josipem Brozem Titem. Poté se Ribar pokusil s komunisty realizovat vizi lidové fronty, které by stála jednotně v odporu proti fašismu. Ve válce ztratil Ivan oba dva své syny (kteří byli rovněž politicky aktivní a věnovali se organizaci komunistické mládeže. Sám Ivan Ribar se účastnil Bitvy na Neretvě a Bitvy na Sutjesce.
Byl prvním předsedou antifašistického sněmu (AVNOJe) i Svazové lidové skupištiny po skončení války. Rovněž zastával funkci prvního prezidenta jugoslávské republiky (před příchodem Josipa Broze do této funkce). V roce 1960 se z veřejného života stáhl.
Ivan Ribar byl pohřben na centrálním záhřebském pohřebišti Mirogoj.
Řada ulic po celé Jugoslávii často nesla jeho jméno.